# King Koopa's Kool Kartoons
King Koopa's Kool Kartoons è stato un programma televisivo americano, prodotto da Fox Kids e DiC Entertainment (in associazione con Nintendo) e trasmesso sulla rete televisiva locale sud californiana KTTV durante le feste natalizie del 1989-1990, e successivamente nel Regno Unito su The Children's Channel. È uno spin-off live action della serie Super Mario, basata sul franchise di Mario. Il protagonista, nonché presentatore della serie è Re Attila (Bowser), antagonista della serie di videogiochi di Super Mario, interpretato prima da Christopher Collins (nel 1989), poi da Patrick Pinney (nel 1990).

## Storia
La serie fu inizialmente trasmessa da KTTV durante la stagione natalizia del 1989-1990, solo nel territorio sud californiano. Ogni episodio dura 30 minuti, ed è stata prodotta una sola stagione del programma.
Più avanti nel tempo, la serie è stata trasmessa nel Regno Unito dal canale The Children's Channel.

## Personaggi
- Re Attila: Il nemico per eccellenza dei fratelli Mario, in questa serie appare nelle vesti di presentatore del programma. Viene interpretato da Christopher Collins negli episodi risalenti al 1989, mentre in quelli risalenti al 1990 viene sostituito da Pat Pinney.

- Ratso: Animale domestico del re Attila, è esclusivo a questa serie televisiva. È un incrocio tra cane e topo, con delle grandi orecchie da pipistrello, di razza "rat terrier" (parodia delle razze di cani terrier). Viene interpretato da un cane travestito, con un muso finto e delle grandi orecchie da pipistrello durante la sigla, mentre all'interno del programma vero e proprio viene rappresentato da un pupazzo del personaggio.

- Koopa's Troopas: Le truppe di Koopa, interpretate da dei bambini con un elmetto a forma di guscio di tartaruga, ovvero il pubblico in sala dello show.

Attraverso dei quadri presenti in alcune inquadrature, ricevono dei cameo anche alcuni personaggi di The Super Mario Bros. Super Show!, ovvero Mario, Luigi e la Principessa Amarena.

## Format
Il format dello show, essendo un programma contenitore, si sviluppa sulla falsariga di show come Bim bum bam: ogni episodio incomincia sempre con la stessa sequenza pre-registrata, per poi passare allo studio vero e proprio del programma, in cui un pubblico in studio formato interamente da bambini (denominati Koopa's Troopas, le truppe di Koopa) intonava un coro riguardante Re Attila. Ogni bambino indossava uno speciale cappello a forma di guscio di Koopa Troopa e una maglietta con la scritta "Koopa's Troopas" stampata su di essa. I bambini partecipanti all'episodio potevano tenere la maglietta, ma dovevano restituire i cappelli, che venivano riutilizzati negli episodi successivi.
A quel punto, Attila si accingeva a presentare dei vecchi cortometraggi animati di pubblico dominio, degli anni venti o trenta. Stranamente, nessun cartone animato prodotto dalla DiC Entertainment o dalla Fox Kids stesse venne mai trasmesso, neppure episodi tratti dalle precedenti serie animate dedicate a Mario.
Alla fine dell'episodio, il conduttore regalava ai bambini dei certificati per aver partecipato al programma o dei prodotti relativi al Nintendo Entertainment System, in particolare il Power Glove, accessorio molto popolare durante la stagione natalizia di quell'anno.

## Premi e riconoscimenti
Il programma venne nominato come miglior programma per ragazzi locale agli Emmy Awards di Los Angeles.